# كالوكوريون (ثيسالونيكي)
كالوخوري (Καλοχώριον) هي بلدة تقع في بلدية دلتا في مقاطعة ثيسالونيكي. يبلغ عدد سكانها 4,672 نسمة (تعداد 2011).
يقع كالوخوري غرب ثيسالونيكي على مسافة 8 كم من المدينة. تم بناؤها على الضفة الشرقية من دلتا نهر جاليكوس (إيكيدوروس)، عند مصب خليج ثيرمايك، على بعد مسافة قصيرة من البحر. توجد منطقة كالوشوري الصناعية شمال المدينة. بحيرة كالوخوري هي جزء من ملتقى دلتا نهري جاليكوس وأكسيوس وهي محمية دلتا أكسيوس الوطنية.
استقر اللاجئون اليونانيون من تراقيا الشرقية والروملي الشرقية (تراقيا الشمالية) في المنطقة بعد عام 1922. على وجه الخصوص، جاءت 83 عائلة من جيوفاليس، و 35 عائلة من ميغالو زالوفوس، و 14 عائلة من أدرنة و 8 عائلات من فيزي.